# Otacanthus
Otacanthus es un género  de plantas fanerógamas perteneciente a la familia Scrophulariaceae. Comprende 8 especies descritas y de estas solo 3 aceptadas.

## Taxonomía
El género fue descrito por John Lindley   y publicado en Journal Général d'Horticulture 15: 55. 1862-1865[1862].

## Especies
- Otacanthus azureus (Linden) Ronse
- Otacanthus caparaoensis Brade
- Otacanthus platychilus (Radlk.) Taub.